# Public choice
Public choice är en skola inom nationalekonomi och statsvetenskap som använder en marknadsekonomisk modell för att analysera politiskt agerande i demokratier. Aktörerna ses som rationella och styrda av egenintresse. Utifrån detta för man rigorösa, formella och ofta matematiska resonemang. Modellen började utvecklas på 1960-talet av ekonomerna James M. Buchanan och Gordon Tullock. Traditionell statsvetenskap och nationalekonomi har sett statliga regleringar som medel för att korrigera brister i hur marknaden fungerar (”market failures”). Public choice-teorin har i stället koncentrerat sig på att påvisa problem med den offentliga sektorn (”government failures”).
Public choice kan ses som en undergrupp av rational choice. Teorin är ett exempel på hur marknadsekonomiskt tänkande har vunnit insteg inom andra forskningsfält än nationalekonomi.

## Historik
Public choice-modellen har utvecklats främst i USA under andra hälften av 1900-talet även om det finns tidiga föregångare, bland andra svensken Knut Wicksell. Två ekonomer som ofta brukar nämnas bland upphovsmännen är James M. Buchanan och Gordon Tullock. Deras bok The Calculus of Consent (1962) fick stor betydelse för modellen, liksom senare verk av dem. Tullock startade 1966 den inflytelserika tidskriften Public Choice. På 1970-talet fick idéerna allmänt genomslag när de förenades med matematisk spelteori till en teori om kollektivt handlande och kollektiva beslut. Buchanan (men en aning kontroversiellt inte Tullock) tilldelades 1986 Sveriges Riksbanks pris i ekonomisk vetenskap till Alfred Nobels minne. Samma pris har även tilldelats flera andra ekonomer med koppling till public choice, bland dem Gary Becker och George Stigler. 

## Premisser och slutsatser
I en demokrati finns olika aktörer som alla vill påverka politiken. Public choice-skolan ser dem som rationella och drivna av egenintresse på samma sätt som i en marknadsekonomi. Individerna handlar förutsägbart i förhållande till olika incitament. Liksom ofta inom nationalekonomi har man en atomistisk syn på samhället, alltså att människorna agerar som individer. Politik kan sägas vara det komplex av institutioner genom vilket individer fattar kollektiva beslut.

### Aktörer
Väljaren styrs av egenintresse och röstar på den politiker som hon tror att kommer att gynna henne. Hon är visserligen rationell, men gör sitt val utifrån ofullständig kunskap. Det kostar mycket för en enskild väljare att skaffa in och analysera all relevant information jämfört det genomslag hennes röst kan få bland kanske miljoner andra röster. Väljaren får då göra en avvägning mellan kostnaden/besväret med att skaffa mer information och den vinst hon kan antas göra med sin röst.
Politikern är främst intresserad av de personliga fördelar han eller hon får om hen blir vald och inriktar därför sitt agerande på att vinna röster, inte på den politik som är bäst för samhället.
Företag och organisationer försöker genom lobbyaktioner att påverka politiker och byråkrati att fatta beslut som gynnar dem själva.
Offentlig förvaltning (byråkrati) vill också påverka politikens inriktning till sin egen fördel, vilket ofta innebär att den växer i omfattning.

### Rent-seeking
Ett viktigt begrepp inom public choice är rent-seeking. Det innebär att en aktör försöker att öka sin vinst genom att förmå statsmakten att ändra lagar eller andra regler i stället för att själv skapa ett mervärde. Ett stort företag eller en branschorganisation har dels resurser att bedriva ett lyckosamt lobbyarbete, dels mycket att vinna på spelregler som gynnar företaget/branschen i dess konkurrens med andra företag eller aktörer. Den enskilde konsumenten/väljaren har däremot små möjligheter att bedriva sådant lobbyarbete och hamnar därför i underläge. Också små och nystartade företag har små resurser att påverka lagar och regler till sin fördel och får därmed svårt att konkurrera på lika villkor med stora och etablerade företag. Sammantaget leder därför rent-seeking till en förlust för samhället i stort.

### Slutsatser
För den enskilde väljaren är det rationellt att förbli tämligen okunnig i politiska frågor eftersom hennes enskilda röst har så liten vikt. När hon agerar som konsument får hennes val troligen mycket större betydelse för henne själv. Politikerna strävar efter att vinna val. Detta kan leda till att de fattar beslut som ekonomiskt sett är olämpliga.
Buchanan, Tullock m.fl. menar att rent-seeking bäst bekämpas genom att marknaden har så få regleringar och så liten administration som möjligt. Det finns då små möjligheter till lönsam lobbyverksamhet. Man förespråkar därför en ”liten stat”. De ser även flera andra fördelar med att begränsa statliga ingripanden och regleringar. Becker var exempelvis starkt kritisk till Keynesiansk konjunkturpolitik. I stället kommer konkurrens på en fri marknad att leda till balans och ett effektivt samhälle till nytta för konsumenterna.

## Kritik
Public choice-skolan har fått stort genomslag bland nationalekonomer och statsvetare men också utsatts för kritik. Kritiken gäller både premisserna och bristen på empiriskt stöd för slutsatserna.
Teorin utgår från antagandet att aktörerna handlar för att gynna sig själva. Det finns undersökningar som visar att detta inte nödvändigtvis är en dominerande drivkraft för väljare och politiker. I stället strävar man efter det som man anser är bra för samhället.
Även om individerna handlade utifrån egenintresse och utan statlig inblandning, skulle detta inte självklart leda till ett bra samhälle i enlighet med den osynliga handens princip, vilket vissa av skolans företrädare hävdar. Fångarnas dilemma inom spelteori visar att det inte alls behöver bli fallet.
Företrädare för public choice-skolan framställer den som värderingsfri, medan kritiker menar att den i själva verket är kraftigt ideologiskt styrd. Teorin säger implicit att ett samhälle bör sträva efter ekonomiskt jämvikt, alltså jämvikt mellan utbud och efterfrågan. Den kan därför inte avgöra ett systems ”effektivitet” eftersom den inte tar hänsyn till andra mål och värderingar.